# Jørgen Gersing
Jørgen Gersing (født 2. juli 1927 i Nykøbing Falster, død 8. juni 1988) var en dansk jurist og embedsmand, der var departementschef i Statsministeriet 1973-1979 og fra 1982 til sin død var dommer ved Den Europæiske Menneskerettighedsdomstol (EMD).

## Biografi
Efter studentereksamen fra Marselisborg Gymnasium i Aarhus begyndte Gersing i 1946 at studere jura ved Aarhus Universitet og Uppsala Universitet, hvor han læste mellem 1949 og 1950. Han tog i 1953 juridisk embedseksamen. Herefter arbejdede han for en advokat med møderet for Højesteret. I 1954 skiftede han til embedsværket og arbejdede i flere år som sekretær i Justitsministeriet. Han prøvede 1955 til 1957 kræfter med dommergerningen som dommerfuldmægtig i Skjern, og vendte herefter tilbage til Justitsministeriet.
I 1962 fik han sin bestalling som advokat og fik møderet for landsretterne.
Efter at have været anklagerfuldmægtig hos Statsadvokaten mellem 1964 og 1965 var han i 1965 kortvarigt konstitueret dommer ved Københavns Byret og ved Østre Landsret. Herefter vendte han tilbage til Justitsministeriet, hvor han i 1968 blev fungerende kontorchef og afdelingschef i 1971.
I 1973 blev han udnævnt til departementschef i Statsministeriet under Anker Jørgensen, i hvilket embede han forblev indtil 1979. Han var i årene som departementschef i Statsministeriet medlem af og formand for forskellige regeringsudvalg.
I 1979 blev han udnævnt til dommer ved Højesteret og tjente der indtil 1988. Til tider var han også formand for Arbejdsmiljørådet og Forsikringsnævnet.
20. januar 1983 blev Gersing udpeget som dommer ved Den Europæiske Menneskerettighedsdomstol (EMD) i Strasbourg som Max Sørensens efterfølger og var medlem af denne indtil sin død den 8. juni 1988. Han blev efterfulgt af Isi Foighel.